# Station Zürich Oerlikon
Bahnhof Zürich Oerlikon is een belangrijk treinstation in Zürich. Het ligt in het stadsdeel Oerlikon (in District 11). Behalve per trein is het station ook bereikbaar per S-Bahn. Het is in aantal reizigers het op zeven na meest benutte station van de Zwitserse spoorwegen.
Bij een lopende herschikking worden de zes sporen aan vier perrons uitgebreid naar acht sporen met vijf perrons.
- Virtual International Authority File: 303523606